# Karel Weigner
Karel Weigner (10. dubna 1874 Batelov - 20. listopadu 1937 Praha) byl český anatom. Roku 1901 se stal docentem anatomie, roku 1906 mimořádným profesorem na Karlově univerzitě v Praze, roku 1918 řádným profesorem a v letech 1936-1937 zastával úřad rektora. Roku 1918 vybudoval a vedl anatomický ústav v Sofii a roku 1923 v Bratislavě. Od roku 1926 byl přednostou Anatomického ústavu v Praze. Věnoval se topografické anatomii (napsal pětisvazkovou učebnici), kineziologii a anatomii ve vztahu k tělesné výchově.